# Sublokatorka
Sublokatorka (oryg. Single White Female) – thriller amerykański z 1992 roku w reżyserii Barbeta Schroedera.

## Role główne
- Bridget Fonda - Allison Jones
- Jennifer Jason Leigh - Hedra Carlson
- Steven Weber - Sam Rawson
- Peter Friedman - Graham Knox

## Nagrody
Jennifer Jason Leigh otrzymała nagrodę Złoty Popcorn za najlepszy czarny charakter.